# Хеннеман, Николас
Ни́колас Хе́ннеман (или Кла́с Хе́ннеман, иногда встречается транскрипция Николаас Хеннеман, нидерл. Nicolaas (Klaas) Henneman, 8 декабря 1813, Хемскерк, Суверенное княжество Объединённых Нидерландов — 18 января 1898, Лондон, Великобритания) — английский фотограф голландского происхождения. Он принимал активное участие в работе Уильяма Генри Фокса Тальбота в качестве помощника и сотрудника, а затем руководил фотоателье в Рединге и Лондоне. Атрибуция конкретных работ фотографу затруднительна, многие его фотографии, вероятно, значатся в каталогах и фондах музеев под чужими именами. Известен как наставник в фотоискусстве наиболее крупных фотографов Викторианской эпохи.

## Биография
Николас Хеннеман родился 8 декабря (по другим данным — 8 ноября) 1813 года в многодетной семье Адриана Энгелса Хеннемана (нидерл. Adrianus Engelsz Henneman), подёнщика в Хемскерке (Голландия), и Петронеллы Класдр Вагеместер (нидерл. Petronella Klaasdr Wagemeester). С 1827 года работал клерком у Якоба Борила, голландского посла при португальском дворе. В 1833 году Хеннеман уехал в Париж. В 1838 году работал в Париже у леди Элизабет Филдинг, матери Уильяма Генри Фокса Тальбота. В 1839 году Хеннеман уже находился на службе у самого Тальбота в Лакокском аббатстве.
16 марта 1841 года датируется первый портрет Хеннемана, сделанный Тальботом. В это время Тальбот упоминает о Хеннемане в своих нескольких письмах, отмечая его деятельное участие в фотоэкспериментах. В мае — июне 1842 года Хеннеман сопровождает Тальбота в поездке по Германии, Франции и Бельгии. С 12 мая по 21 июля 1843 года он вновь сопровождает Тальбота в поездке по Франции, где они сфотографировали нескольких улиц и церквей в Париже, Руанский собор и мост в Орлеане. Тальбот даже планировал открыть коммерческую студию в Париже, но она так и не была создана. Также не будет реализован план выпуска фотоальбома о французских соборах.

### Студия в Рединге
В 1844 году Хеннеман стал представителем фирмы Тальбота в городе Рединг; мастерская там, вероятно, не являлась его собственностью и принадлежала Тальботу, она специализировалась на книжных фотоиллюстрациях (иную трактовку предлагает Ларри Шааф: по его мнению, Хеннеман порвал с Тальботом и сам основал студию в Рединге). Предполагают, что Хеннеман заведовал в Рединге творческой стороной работы (зарплата его была определена в размере 150 фунтов в год, а также один шиллинг за каждый негатив плюс один шиллинг за сто позитивов), а хозяйственными проблемами занимался Бенджамин Б. Коудерой (англ. Benjamin B. Cowderoy). Именно в это время Хеннеман дал несколько первых уроков известному в будущем фотографу Антуану Клоде. В 1844 году с 25 сентября по 2 ноября он сопровождал Тальбота в поездке на север, чтобы помочь в съёмке шотландских достопримечательностей для «Sun Pictures». 24 июня появляется «The Pencil of Nature» — первая иллюстрированная книга с фотоиллюстрациями, созданная Тальботом и Хеннеманом в Рединге. Шестой и последний выпуск был опубликован в апреле 1846 года. В 1845 году Хеннеман направляется в поездку с Тальботом и художником Калвертом Ричардом Джонсом в Йорк, Бристоль и Девон, где делает фотографии. Примерно в то же время Тальбот при помощи Хеннемана снимает двадцать три достопримечательности Шотландии, которые были связаны с биографией писателя Вальтера Скотта. В ноябре Хеннеману было поручено сделать фотопортрет Эдуарда, принца Уэльского, и одной из принцесс. Эти портреты впоследствии были утеряны и до настоящего времени не найдены. В зале New Roman в Рединге на выставке были представлены некоторые калотипии Хеннемана. В 1846 году другой в будущем известный фотограф Джордж Уилсон Бриджес берёт уроки калотипии у Хеннемана.
Большое внимание Хеннеман уделял фотографиям произведений искусства. Он сделал шестьдесят калотипий произведений испанских художников для «Летописи художников Испании» (англ. «Annals of the Artists of Spain»). Это была первая книга репродукций произведений искусства. Фотограф рассматривал эту задачу как вызов, так как фотографирование двухмерного произведения искусства требует значительных технических навыков. Даже по современным стандартам считается, что эти фотографии весьма хорошего качества. Сохранилась фотография 1846 года, на которой в окружении своих сотрудников Хеннеман в Рединге фотографирует скульптурную группу «Три грации».

### Студия на Риджент-стрит
Весной 1847 года Тальбот принял решение закрыть студию в Рединге. Он пригласил Хеннемана в Лондон, чтобы создать студию на Риджент-стрит. Она была создана на средства Тальбота, первоначально ему и принадлежала, но в силу неудобства управления студией из своего поместья в Лакоке он передал её Хеннеману. Тальбот писал: «Я хотел бы знать, не хотите ли Вы вести собственный бизнес в качестве фотографа, если бы я одолжил вам денег, чтобы начать его и предоставил вам лицензию на льготных условиях. Я хочу, чтобы вы обдумали моё предложение и дали мне знать, если вы решитесь пойти на это, я думаю, что вы можете войти в партнерство с Агостином Мэлоуном. Я думаю, что вы вдвоём могли бы вести достойный бизнес на Риджент-стрит». Хеннеман и молодой химик Томас Агостин Мэлоун (англ. Thomas Agostine Malone) приняли предложение Тальбота создать свою собственную портретную студию и 16 и 17 июня заключили с ним договор. Студия называлась «Nicholas Henneman’s Talbotype or Sun Picture Rooms», она афишировала себя как «студия королевы». В 1849 году Хеннеман и Мэлоун выпустили альбом фоторепродукций гравированных портретов испанских художников XVII века. Книга выпускается тиражом всего в пятьдесят экземпляров. Фирма Хеннемана и Мэлоуна сделала всё возможное, чтобы быть инновационной, рекламировала фотографию с помощью электрической вывески и представила широкий спектр своих фотографий на Великой выставке промышленных работ всех народов 1851 года, в том числе работы не только на бумаге, но и на шёлке и других материалах.
Сохранилось мало фотографий, сделанных в студии на Риджент-стрит (впоследствии она не раз меняла свой адрес, а по мнению Шаафа — расширялась за счёт филиалов, так для съёмок на открытом воздухе Хеннеман создал ещё одну студию в районе кладбища Кенсал-Грин). Единственный портрет, который можно с уверенностью к таким отнести, — портрет художника Уильяма Генри Ханта (в настоящее время находится в коллекции Музея истории науки в Оксфорде). Мелкая сетка карандашных линий на портрете может быть признаком того, что Хант позже использовал фото для создания автопортрета.
9 марта 1850 года реклама студии Хеннемана и Мэлоуна появляется в «Литературной газете», а 13 марта — в «Таймс». В 1851 году студия принимает участие во Всемирной выставке в Гайд-парке. Вскоре после этого Мэлоун ушёл из фирмы. Студия продолжила существовать под названием «Нenneman & Co.» В ноябре Хеннеман создал портрет венгерского борца за независимость Лайош Кошута во время его пребывания в Лондоне и 31 декабря рекламировал этот портрет в «Таймс». Некоторые современные исследователи считают, что имела место рекламная мистификация. Кошут в это время был намного моложе, чем старик, запечатлённый на фотографии, что вызывает сомнения историков в правильности газетного сообщения, к тому же на одном из позитивов, находящемся в коллекции Рейксмюсеум в Амстердаме (инвентарный номер RP-F-1997-58), на этой фотографии имя совсем другого человека. Средства от продажи фотографии, продававшейся за 15 шиллингов, шли в пользу венгерских беженцев. В декабре 1852 года Хеннеман предложил несколько портретов на выставку фотографий в Лондоне. Это была первая фотовыставка, когда-либо проводившаяся в Англии.
В 1853 году урок калотипии в течение трёх—пяти часов у Хеннемана взял сам Оскар Густав Рейландер, незадолго до этого увлёкшийся фотографией. Рейландер вспоминал позже, что едва успел на поезд и сильно торопился во время занятия с Хеннеманом. В 1853 году Хеннеман начинает преподавание фотографии в только что открывшемся учебном заведении — Королевском паноптикуме науки и искусства (в 1856 году этот институт закрылся из-за неудачного ведения дел). Он активно участвует в Выставках фотографий и дагерротипов, проходивших в галерее Королевского общества художников-акварелистов в Лондоне, принимает участие в выставке Ассоциации промышленности во Дворце промышленности в Амстердаме.
В 1856 году Хеннеман принимает участие в очередной выставке фотографий и дагеротипов в галерее Королевского общества художников-акварелистов, представив несколько цветных портретов, вызвавших большой интерес публики.

### Последние годы жизни
Авторитет фотографа и участие в выставках не принесли коммерческого успеха, в 1856 году студия Хеннемана была закрыта из-за серьёзных финансовых проблем. Тальбот безуспешно пытался найти для Хеннемана престижную и хорошо оплачиваемую работу. С 1863 по 1867 год по приглашению Наполеона Сарони (брата фотографа Оливера Франсуа Ксавье Сарони, имевшего фотоателье в Скарборо) Хеннеман работал в его студии в Бирмингеме. В 1868 году он в письме заявил Тальботу, что не удовлетворён своим положением наёмного фотографа в Бирмингеме: он вынужден работать в помещении, которое напоминает больше шкаф, чем комнату, где одновременно находятся ядовитые химические реактивы, и страдает от серьёзных проблем со здоровьем. Хеннеман в итоге уволился и вернулся в Лондон. Какое-то время он хотел уехать в Португалию, чтобы открыть там свою фотостудию, но затем отказался от занятий фотографией. С 1872 по 1897 год Хеннеман с женой содержали дешёвую гостиницу на Хаф-Мун-стрит, 18, в Лондоне. 18 января 1898 года Николас Хеннеман скончался.
- Николас Хеннеман. Вестминстерское аббатство, 1844
- Николас Хеннеман. Куинз-колледж, Оксфорд, 1844—1845
- Николас Хеннеман в Рединге фотографирует скульптурную группу «Три грации», около 1845
- Николас Хеннеман. Летописи художников Испании, иллюстрация № 14
- Николас Хеннеман. Офицер на борту HMS Superb[англ.], 1845
- Штамп студии Henneman & Co.

## Личная жизнь
В 1846 году Хеннеман женился на вдове Саре Прайс. В браке детей не было. Сара Прайс умерла 8 марта 1848 года. 24 июля 1852 года фотограф женился во второй раз на Саре Энн Карвер. В июле 1853 старший сын фотографа Чарльз Николл был крещён в церкви Святой Марии, Виллесден. В 1855 году у него родился второй сын Джордж, а в 1857 году — третий сын, Теодор. Эти двое сыновей не пережили отца: Теодор умер в 1891, а Джордж в 1897 году. Чарльз пережил отца и присутствовал на его похоронах. Был у Хеннемана и четвёртый сын, Луис, о котором известна только дата рождения — 1858 год.

## Особенности творчества
Современники воспринимали Хеннемана как умного и преданного работника. Как соратник Тальбота в Лакокском аббатстве он помогал в фотосъёмке, научных экспериментах с фотографиями и в их печати. Предполагают, что он снял много фотографий, некоторые из которых, вероятно, приписываются в настоящее время Тальботу. Лояльность и энтузиазм Хеннемана укрепляли настроение и решимость Тальбота в годы борьбы против дагерротипистов. Тем не менее, исследователи не считают, что у фотографа были большие способности.
Хеннеман обучил несколько успешных впоследствии фотографов в Лакокском аббатстве и в Лондоне, но сам он никогда не достигал высот художественного и технического мастерства. В 1850-е годы Хеннемана неоднократно публично обвиняли в том, что на созданных им фотографиях изображение быстро тускнеет и даже исчезает. Тальбот, как предполагают некоторые исследователи, воспринимал Хеннемана как своего менеджера и доверял ему коммерческую сторону калотипии, оставляя за собой творческую и научную составляющие. На протяжении всей жизни Хеннеман и Тальбот оставались близкими друзьями.
С именем Хеннемана связаны известные фотографии игроков в шахматы, сделанные с участием Антуана Клоде и Тальбота в 40-е годы XIX века. Отпечатки фотографий не содержат подписи автора, но именно Хеннеман опубликовал некоторые из этих фотографий впервые. Фотографии серии приписываются современными историками искусства различным фотографам из круга друзей Тальбота. Среди наиболее достоверных атрибуций — сам Фокс Тальбот, Антуан Клоде и Николас Хеннеман. Некоторые из фотографий содержат штампы или маркировки, которые свидетельствуют, что они были выставлены на продажу Хеннеманом по цене в три шиллинга в Лондоне между 1847 и 1851 годами. Ни один из негативов этих фотографий, насколько известно, не сохранился.
В настоящее время научные сотрудники Метрополитен-музея приписывают композицию двух фотографий из своего собрания Антуану Клоде, хотя и признают, что он сам позирует на фотографиях (оба раза он на фотографиях изображён без головного убора), снимок должен был делать кто-то другой. Они допускают, что автором композиции мог быть и Хеннеман (в этом случае он и сделал сам снимок), хотя с меньшей степенью вероятности. Шааф считает, что автором двух самых известных фотографий серии, хранящихся в Метрополитен-музее, не мог быть Хеннеман, который был хорошо знаком с технической стороной фотографии, но не владел в достаточной мере её эстетикой. Исследования Шаафа допускают, что изображения были сделаны в студии Клоде, находились в собственности Хеннемана, а затем были получены Тальботом от него в качестве оплаты в счёт некого долга. Размер фотографий соответствует размеру, который Клоде использовал для своих калотипов. Его студийные портреты, однако, запечатлевают обычно декорации и реквизит, а не простую ткань драпировки, как на портретах шахматистов. Шааф считает, что эти фотографии созданы в студии, принадлежавшей Клоде и расположенной в лондонском Колизее на Риджентс-парк. На целом ряде фотографий запечатлён Николас Хеннеман, ему приписываются и некоторые снимки.

### Фотографии экзотических персонажей
Хеннеман получал заказы на фотографии экзотических персонажей. Похвалу его современника — искусствоведа Эрнеста Лакана вызвали созданные Хеннеманом в 1853 году фотографии зулусов. В 1852 году в Лондон была доставлена группа из тринадцати зулусов, прибывших из Южной Африки после выступления в Кейптауне. Как было принято в то время, они были выставлены на всеобщее обозрение для публики. Одного из выступивших перед публикой зулусов «Иллюстрированные лондонские новости» определили как «поэта-лауреата… который надевает голову и воротник из хвостов тигра и шкуру леопарда, когда воспевает хвалу королю». Лондон напугал зулусов, но фотограф сумел заставить их сосредоточиться перед камерой на время экспозиции. Поэт-зулус был сфотографирован в студии на Риджент-стрит на простом фоне, возможно, фотография рассматривалась как заготовка для ксилографии или в качестве замены эскиза для живописного полотна. Фотографии зулусов могли принести известность Хеннеману, но заказчик запретил распространение фотографических отпечатков ради коммерческого успеха гравюр или литографий, которые предполагалось сделать на их основе. Один снимок, тем не менее, получил широкую известность, так как оказался в Королевской коллекции принца Альберта 14 июня 1853 года.
Хеннеман также запечатлел пару подростков-лилипутов, известную в своё время как «лилипуты-ацтеки» (англ. «Aztec Lilliputians»). Они родились в крестьянской семье в Мексике, страдали от микроцефалии, испанский торговец выманил их из деревни, пообещав вылечить их в Соединённых Штатах, но фактически превратил их в рабов. В Европе на гастролях они демонстрировались в качестве «последних из древних ацтеков». В июле 1853 года о прибытии в Англию лилипутов было объявлено в «Таймс». Считается, что они прожили большую часть жизни, гастролируя по всей Великобритании, и в конечном итоге заключили брак между собой в 1867 году.
Хеннеман гордился, что сделал одну из первых фотографий собаки. Тёмная шерсть и непредсказуемость поведения собак были долгое время неразрешимыми проблемами для калотипии. Однако 20 апреля 1847 года Хеннеман сообщил Тальботу, что явился к популярной в то время писательнице Мэри Рассел Митфорд, чтобы сделать её портрет:

«…Я заставил её сесть для позирования, вышло очень хорошо, учитывая её возраст, я думаю, что негатив должен стоить не менее 25 фунтов… Она умоляла меня снять свою собаку… чтобы угодить ей, я взял её, конечно же, не ожидая, что она будет оставаться спокойной необходимое время, более того, она вся одного цвета (тёмно-коричневый), но замечательно, что она оставалась в течение четырёх минут неподвижно, как если бы была мертва, так что я получил деньги и за этот негатив тоже…»— Larry J. Schaaf. Aztecs, Ice Skating, & Miss Mitford’s Dog
- Николас Хеннеман. Шахматисты, 1840-е годы
- Николас Хеннеман. Шахматисты, 1840-е годы
- Николас Хеннеман. Собака Мэри Рассел Митфорд, 1847
- Николас Хеннеман. Зулус в шкуре леопарда, лето 1853
- Николас Хеннеман. Зулусы, лето 1853
- Николас Хеннеман. Лилипуты-ацтеки, лето 1853

## Признание
Долгое время фотограф находился в тени славы своих друзей и учеников. В настоящее время фотографии Хеннемана находятся в коллекциях крупных музеев (Метрополитен, Рейксмюсеум в Амстердаме, Музей Фокса Тальбота в Лакоке, Музей истории науки в Оксфорде, Музей Пола Гетти в Малибу и т. д.) и в частных собраниях. Несколько фотографий Хеннемана хранятся в собрании Музейно-выставочного центра РОСФОТО в Санкт-Петербурге. Три из них были представлены на выставке «Ранняя британская фотография. Из коллекции РОСФОТО» осенью 2017 года.